# Король трёпа
«Король трёпа» — французский кинофильм с Луи де Фюнесом.

## Сюжет
Уличный торговец Проспер Бурраше сам не желая того становится соучастником ограбления дома банкира Лафаре. На самом же деле ограбление было инсценировано самим нечестным банкиром. Для ограбления Проспер Бурраше нанял двух гангстеров — Москито и Жино (Луи де Фюнес). Но Просперу удаётся не только выпутаться из этой истории, но и отправить Лафаре за решётку и соблазнить его жену.